# Herman Severin Løvenskiold

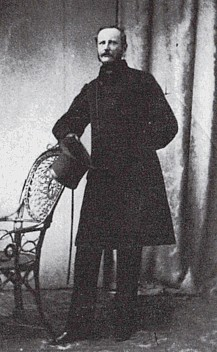
Herman Severin Løvenskiold

Herman Severin Løvenskiold (* 30. Juli 1815 im Ulefos bei Nome, Norwegen; † 5. Dezember 1870 in Kopenhagen) war ein dänischer Komponist.

## Leben
Løvenskiold wuchs in Kopenhagen auf, wo er auch seine musikalische Ausbildung erhielt. 1840 bis 1841 unternahm er eine Bildungsreise durch Deutschland und Österreich, auf der er in Wien bei Ignaz von Seyfried studierte und namentlich mit Joseph Fischhof mehrfach zusammentraf. In den Jahren 1840 bis 1843 korrespondierte er auch mit Robert Schumann, dem er am 17. Juli 1840 mitteilte, er sei Däne, nicht Schwede.
Ab 1851 war er Hoforganist auf Christiansborg.
Er komponierte eine Oper, zwei Ballette (darunter La Sylphide) und mehrere Schauspielmusiken, zwei Konzertouvertüren, ein Klavierquintett, Märsche, Tänze, Klavierstücke und Lieder.

## Werke
- Sylfiden, Ballett, 1836
- Hulen i Kullafjeld, Singspiel, 1839
- Den ny Penelope, Ballett, 1847
- Turandot, Oper, 1854
- Fra skoven ved Furesø, Konzertouvertüre, 1863